# История Шанхая
Город Шанхай ведёт свою историю примерно с X века, однако земли, на которых он расположен, также имеют богатую историю.

## Древние времена
В период Чуньцю земли, на которых расположен современный Шанхай, входили в состав царства У. В 473 году до н. э. правитель Гоуцзянь царства Юэ разгромил У, и эти земли перешли в состав Юэ. В период Чжаньго царство Юэ было завоёвано царством Чу, и земли вошли в состав Чу. В 248 году до н. э. западная часть территории современного Шанхая была пожалована в удел чускому главному министру Хуан Се, известному как «господин Чуньшэнь» (春申君), и с того времени современную реку Хуанпу стали называть «рекой Чуньшэня» (春申江), потому Шанхай иногда называют «шэнь» (申).
После того, как Китай впервые в истории оказался объединён, и империя Цинь разделила всю страну на округа-цзюнь (郡), то эти земли оказались в составе округа Цзи (稽). Когда после смерти Цинь Ши-хуанди империя начала разваливаться, то эти земли контролировали три военачальника. Затем, после образования империи Хань на этих землях были образованы уезды Лэй (娄), Юцюань (由拳) и Хайянь (海盐). В эпоху Троецарствия и при империи Цзинь они входили в состав области У (吴) — уезды Лэй (娄), Цзясин (嘉兴) и Хайянь (海盐).
В период Южных и Северных династий эта территория вошла в состав области Янчжоу (扬州). Когда государство Чэнь было уничтожено государством Суй, то территория современного Шанхая была разделена между областями Сучжоу и Ханчжоу.
При империи Тан эти земли были уже достаточно развитыми: проживавшие здесь люди занимались земледелием, рыболовством и солеварением. Поэтому в 10-й год правления под девизом «Тяньбао» (751 год по европейскому летоисчислению) на них был образован уезд Хуатин (华亭), административно подчинённый Сучжоу. Именно этот год и считается годом основания Шанхая.

## Империи Сун и Юань
В начальный год существования империи Сун из области Сучжоу была выделена в отдельную административную единицу область Сючжоу (秀州) с административным центром в современном Цзясине, в состав которой, в частности, вошёл и уезд Хуатин. К этому времени восточное морское побережье уезда уже было важным центром добычи соли, развивалась торговля — в хрониках отмечено, что в 1119 году посёлок Цинлун, находившийся севернее уездного центра на южном берегу реки Сунцзян был заметным торговым центром (сейчас это место находится внутри района Хуанпу). Однако постепенно река Сунцзян в верховьях обмелела, судоходство по ней упало и Цинлун пришёл в упадок, а центр торговли переместился на 70 км ниже по течению, в небольшую рыбацкую деревушку, находившуюся в устье впадающей в море реки. В результате она развилась настолько, что в 1267 году была официально преобразована в посёлок Шанхай.
Вскоре империя Сун пала под ударами монголов, и новые власти в 1277 году основали в Шанхае морской порт, а уезд Хуатин преобразовали в Сунцзянскую управу.
В 1292 году был официально образован подчинённый Сунцзянской управе уезд Шанхай с административным центром в Наньши (на территории современного района Хуанпу).

## Империя Мин и первая половина существования империи Цин

Городская стена старого Шанхая

При империи Мин земли современного Шанхая, лежащие южнее реки Усунцзян, подчинялись Сунцзянской управе Южной непосредственно подчинённой Двору области («Нань чжили»); изначально они были разделены на уезды Хуатин и Шанхай, затем был выделен уезд Хуанпу. Земли, лежащие севернее реки Усунцзян, подчинялись Сучжоуской управе Южной непосредственно подчинённой Двору области («Нань чжили»), они были разделены на уезды Цзядин и Чунмин.
В годы правления под девизом «Юнлэ» ради обеспечения судоходства в нижнем течении реки Усунцзян были проведены мелиоративные работы в реках Усунцзян и Хуанпу, в результате чего бывшее нижнее течение Усунцзяна стало устьем реки Хуанпу, а сама река Усунцзян превратилась в приток Хуанпу. С той поры главной транспортной артерией стала именно река Хуанпу.
В течение 240 лет существования уезд Шанхай обходился без фортификационных сооружений, однако в середине XVI века приморские провинции Китая стали страдать от набегов пиратов-вако, и в 1533 году всего за два месяца вокруг административного центра уезда были возведены городские стены длиной в 4,5 км и высотой 7 м, в которых было 6 ворот.
В конце XVI века в Китае вёл миссионерскую деятельность иезуит Маттео Риччи. Под его влиянием в 1603 году принял христианство учёный и чиновник Сюй Гуанци, после чего родовые земли клана Сюй, находившиеся у слияния Сучжоухэ и Хуанпу, стали одним из оплотов католицизма в Китае.
В 1685 году, когда после покорения Тайваня был отменён «морской запрет», в Шанхае была учреждена таможня.

## Опиумные войны и восстание тайпинов

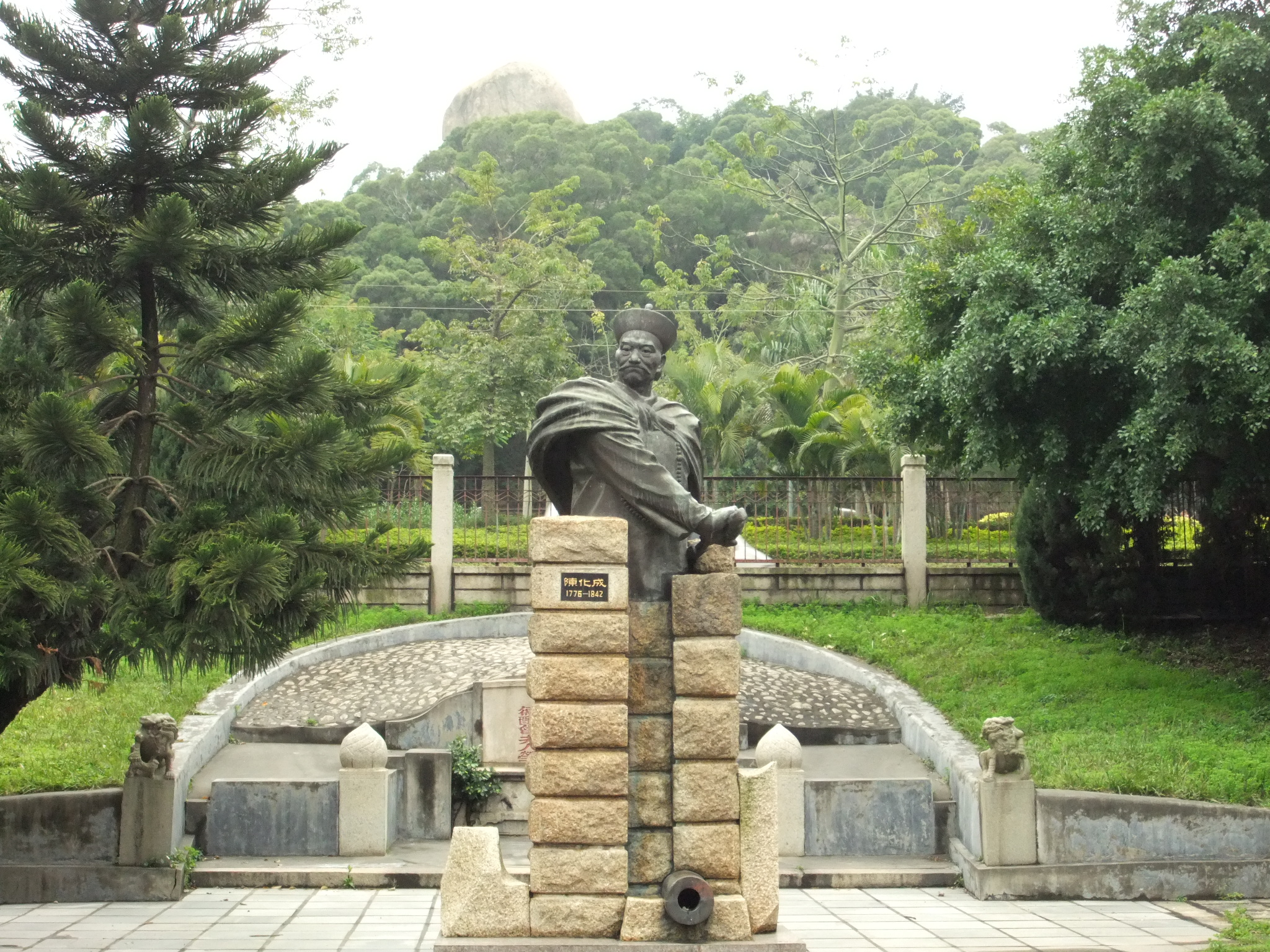
Чэнь Хуачэн (陈化成), герой обороны Сунцзяна (Усуна)

Во время первой Опиумной войны в июне 1842 года британский флот прорвался в реку Усунцзян, после чего Шанхай был занят британским экспедиционным корпусом. В соответствии с завершившим войну Нанкинским договором Шанхай был открыт для иностранной торговли. С 1843 года в городе разместился британский консул, а в 1845 году Великобритания получила право на самостоятельное управление земельным участком к северу от Наньши (административного центра уезда Шанхай). В 1849 году на территории между Британским сеттльментом и Китайским городом образовалась Шанхайская французская концессия.
В годы восстания тайпинов Шанхай в 1853 году был занят бойцами из тайной организации «Общество малых мечей», что вызвало поток китайских беженцев, стремящихся укрыться на территории иностранных поселений. Поначалу иностранцы держали нейтралитет и старались не вмешиваться во внутрикитайскую гражданскую войну, но затем американский «солдат удачи» Фредерик Вард создал «отряд иностранного оружия», воевавший под Шанхаем, а потом пошёл на службу к китайскому правительству, и натренированная им в Шанхае «Всегда побеждающая армия» сыграла важную роль в разгроме тайпинов.

## Конец XIX — начало XX вв
В 1863 году Американская концессия официально объединилась с Британской в Шанхайский международный сеттльмент. К 1900 году выгодное местоположение привело к тому, что Шанхай превратился в крупный порт и промышленный центр. Разделение города на территории с разной юрисдикцией, огромные финансовые потоки, а также присущий крупному порту рост преступности привели к тому, что, фактически, город контролировала «Зелёная банда».
В 1895 году Цинская империя проиграла японо-китайскую войну, и Симоносекский договор создал условия для японского проникновения в Китай. В Шанхае японцы стали компактно селиться в Хункоу, и со временем их там стало так много, что эту территорию стали неформально называть «японским сеттльментом».

## В составе Китайской республики

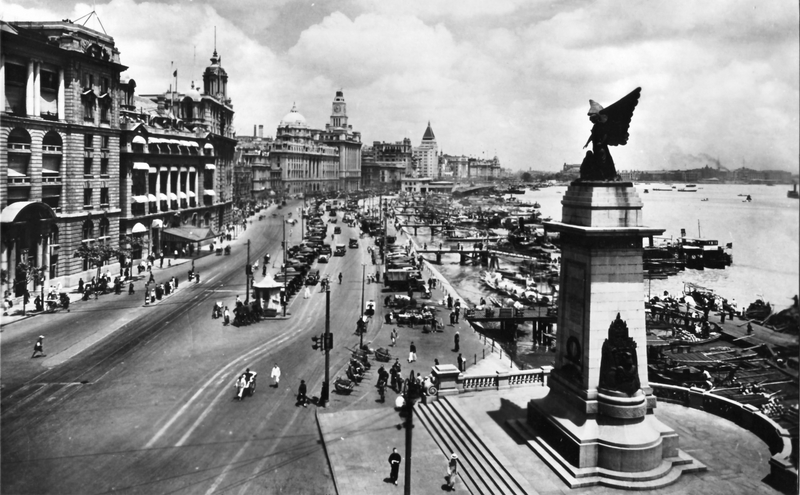
Набережная Шанхая в годы Китайской республики

Когда после Синьхайской революции 1911 года в Китае установилась республиканская форма правления и началась гражданская война, шанхайские интернациональные сеттльменты стали государствами в государстве, представляя собой островки спокойствия в океане беспорядков. На их территории, в частности, скрывались от репрессий новых властей сторонники старого режима.
После того, как 14 августа 1917 года Китайская республика вступила в Первую мировую войну на стороне Антанты, германские и австро-венгерские подданные были интернированы. Пользуясь занятостью европейских держав в Европе, Япония заполнила образовавшийся вакуум, резко увеличив своё присутствие в Китае. В 1918 году в Шанхае было, как и во всём мире, организовано празднование окончания войны.
После Октябрьской революции в России в Шанхай хлынул поток русских эмигрантов, которые селились в основном на территории Шанхайской французской концессии. Русское население французской концессии выросло с 41 человека в 1915 году до 7 тысяч в 1920-х.

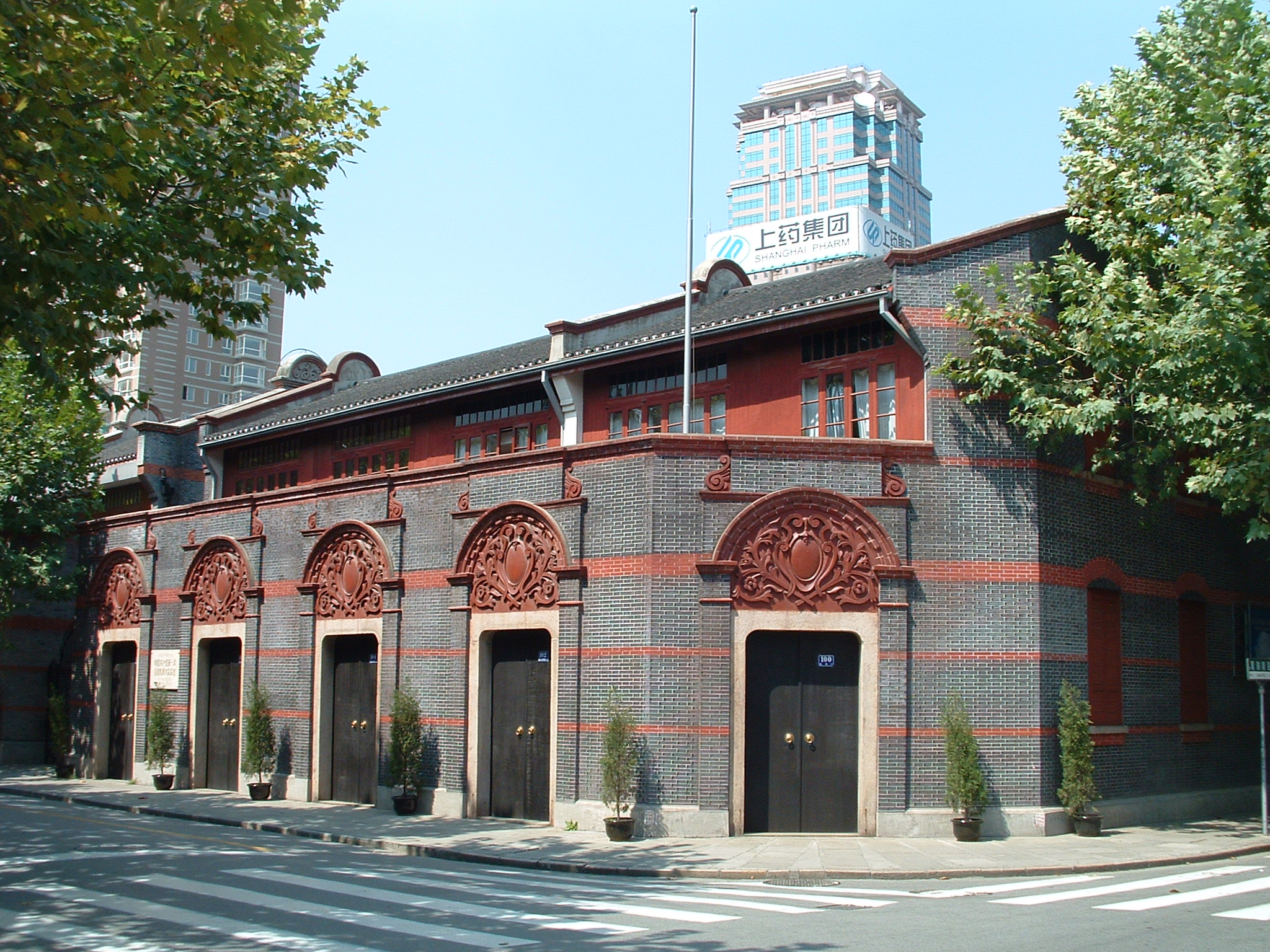
Дом, в котором состоялся I съезд КПК

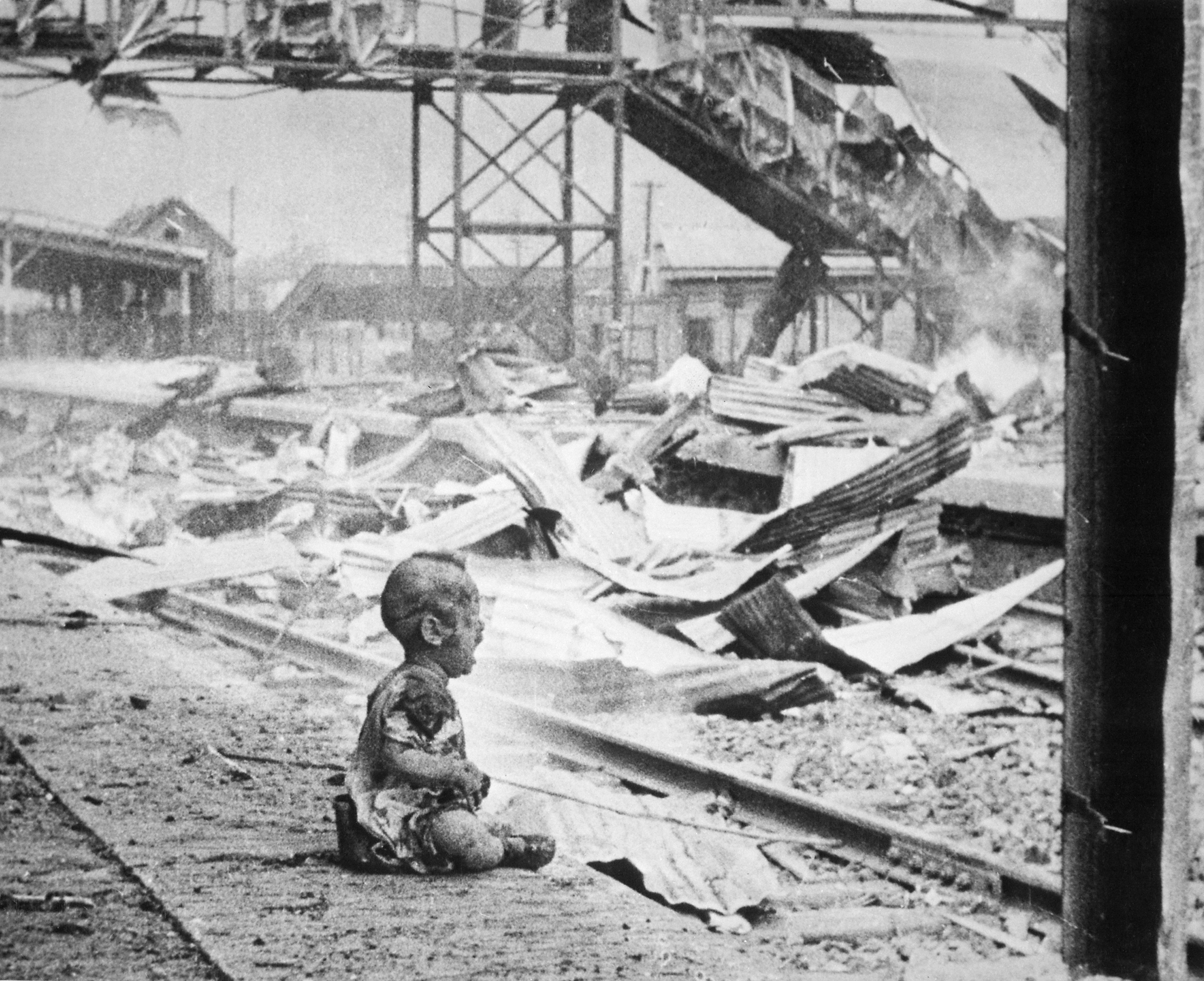
Кровавая суббота, японские бомбардировки Шанхая

В июле 1921 года в Шанхае состоялось собрание китайских марксистов, на котором была основана коммунистическая партия Китая.
В связи с тем, что контроль над Шанхаем позволял получать огромные доходы, осенью 1924 года разразилась Цзянсу-Чжэцзянская война, в результате которой контроль над Шанхаем перешёл от Аньхойской клики к Чжилийской.
30 мая 1925 года Шанхайская муниципальная полиция расстреляла студенческую демонстрацию, шедшую под антиимпериалистическими лозунгами. Это привело к массовой забастовке, начался бойкот японских и английских товаров. Движение 30 мая охватило весь Китай и имело большой международный резонанс, оно явилось началом революции 1925—1927 годов.
В 1926 году под руководством партии Гоминьдан начался Северный поход, имевший целью преодоление раскола Китая и объединение страны. Наступление на Шанхай, находившийся под властью милитариста Сунь Чуаньфана, осуществляли войска НРА под командованием Бай Чунси, подчинённого Чан Кайши. 21 марта, когда части НРА приблизились к Шанхаю, под руководством коммунистов было начато вооружённое восстание. Рабочие отряды нападали на войска милитариста Сунь Чуаньфана. В ночь на 22 марта 1927 года Шанхай был освобождён, было создано возглавленное коммунистами временное городское правительство, признавшее власть уханьского правительства. Войска НРА вошли в Шанхай 22 марта, когда войска Сунь Чуаньфана уже покинули город.

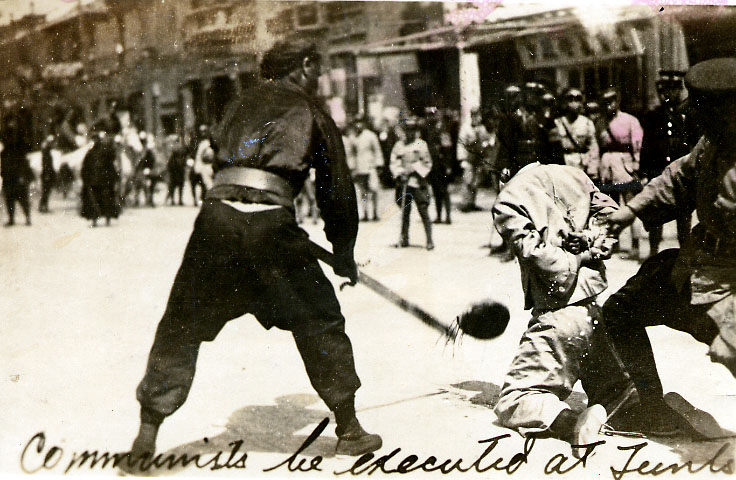
Шанхайская резня 12 апреля 1927 года

Полагая, что коммунисты готовят захват власти, 2 апреля Чан Кайши, Ли Цзунжэнь и Бай Чунси тайно организовали Центральный наблюдательный комитет Шанхая. Этот комитет составил план физического уничтожения сторонников КПК и приступил к подготовке его реализации. В результате «инцидента 12 апреля» было убито несколько тысяч человек.
Гоминьдановское правительство 29 марта 1927 года официально выделило Шанхай из состава провинции Цзянсу в отдельную административную единицу, а 7 июля дало Шанхаю статус «особого города» (上海特别市). С июля 1929 года началось интенсивное развитие Шанхая под властью партии Гоминьдан. Начал застраиваться современными зданиями район, лежащий к северу от иностранных концессий, где было решено развивать новый городской центр. Новый шанхайский порт стал серьёзным конкурентом порту, принадлежавшему европейцам. Однако ради укрепления своего влияния в Шанхае гоминьдановцы пошли на сотрудничество с гангстерами из «Зелёной банды», в результате чего в это время огромную власть в Шанхае приобрёл её глава Ду Юэшэн. 1 июля 1930 года «Особый город Шанхай» был переименован в «город Шанхай», при этом оставшись отдельной административной единицей провинциального уровня.
Когда в 1931 году в результате Мукденского инцидента японская Квантунская армия вторглась в Маньчжурию, императорский флот Японии решил устроить аналогичный «инцидент» в Шанхае. Однако в результате продолжавшихся около месяца боёв размещённая в Шанхае 19-я армия НРА отбила в 1932 году японское вторжение. Тем не менее Шанхай был объявлен демилитаризованной зоной, Китаю запрещалось держать гарнизоны также в соседних Сучжоу и Куньшане. Япония получила право разместить в городе ограниченный воинский контингент. Китайцы восприняли договор как унижение, по их мнению, западные державы предали их, не обратив внимание на оборонительный для Китая характер войны и большие потери.

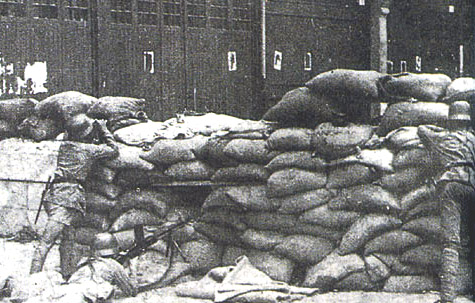
Осень 1937 года, бои в Шанхае. Солдаты 87-й дивизии НРА блокируют улицу

Готовясь к неизбежным новым схваткам с Японией, китайское правительство поручило герою обороны Шанхая генералу Чжан Чжичжуну подготовить оборонительные позиции западнее Шанхая, а также обучить шанхайскую полицию (объединённую в «Отряды по поддержанию порядка») пехотной тактике, чтобы при необходимости использовать полицейских как солдат. Тем временем японцы, строя в Шанхае промышленные здания, проектировали их с учётом возможности использования в боевых действиях в качестве опорных пунктов. В результате шедшее в течение нескольких месяцев 1937 года второе Шанхайское сражение стало одной из самых кровопролитных битв японо-китайской войны: пытаясь выбить японцев из Шанхая, Чан Кайши бросил в бой свои лучшие войска, и они отступили, будучи полностью обескровленными, лишь оказавшись под угрозой попадания в окружение в результате высаженных у них в тылу японских морских десантов. Оставленный для прикрытия отступления батальон оборонялся несколько дней против японской дивизии на глазах у Международного сеттльмента.

## «Одинокий остров» смыт волной
Оккупировав китайскую часть Шанхая, японские войска не вошли на территории, находившиеся под международным управлением. В результате шанхайские иностранные концессии стали «одиноким островом» в море японской оккупации: если вокруг бушевала война, то на их территории продолжалась прежняя мирная жизнь. На территорию иностранных сеттльментов хлынуло огромное количество китайских беженцев, что привело к резкому росту населения концессий.
На оккупированной части Шанхая японские власти создали марионеточное китайское «Правительство Большого пути». После того, как в марте 1938 года Лян Хунчжи создал в Нанкине Реформированное правительство Китайской республики, японцы устроили ряд акций в его поддержку на территории центрального Китая, контролировавшейся японскими войсками. Менее чем через месяц Реформированное правительство продемонстрировало свою власть над Шанхаем, создав Надзирательный ямэнь для наздора за деятельностью городских властей Шанхая. Глава «Правительства Большого пути» Су Сивэнь формально признал власть Реформированного правительства 3 мая 1938 года. 30 марта 1940 года «Реформированное правительство Китайской республики» было слито японцами с «Временным правительством Китайской республики» в прояпонское марионеточное правительство Китайской республики, власть которого распространилась и на Шанхай.
С 1933 года из Европы в Шанхай стали прибывать еврейские беженцы (в основном, бежавшие из Германии и Австрии через Италию). После начала Второй мировой войны служивший в Литве японский дипломат Тиунэ Сугихара помог более чем 6000 польским и литовским евреям, бежавшим от преследования нацистов, покинуть страну, выдавая транзитные японские визы, по которым был возможен выезд на Дальний Восток через территорию СССР. Японское правительство отправило этих «лиц без гражданства» в Шанхай, где их обустройством занялась сформировавшаяся здесь еврейская община. В 1943 году японские власти переселили 18 тысяч шанхайских евреев на территорию современного района Хункоу, где образовалось Шанхайское гетто.
После начала войны на Тихом океане японские войска 8 декабря 1941 года вошли на территорию шанхайских иностранных концессий, и интернировали там граждан стран, с которыми Япония оказалась в состоянии войны, в результате «одинокий остров» прекратил своё существование. 1 августа 1943 года японская администрация передала подконтрольную ей территорию под власть марионеточного китайского правительства. Тем временем правительства Великобритании и США, чтобы продемонстрировать правительству Чан Кайши, что они также не забывают о китайских интересах, также формально отказались от своих экстерриториальных прав в Шанхае в пользу китайского правительства.

## Послевоенный гоминьдановский Шанхай
В ходе гражданской войны в начале 1949 года Северный Китай оказался потерян для гоминьдановского правительства, Народно-освободительная армия Китая вышла к реке Янцзы. В 1949 году 6-миллионный Шанхай был крупнейшим городом Китая и давал треть ВВП страны. Как коммунисты, так и гоминьдановцы полагали, что в ближайшее время может начаться третья мировая война, и эта убеждённость накладывала свой отпечаток на планы сторон. Гоминьдановцы надеялись, что опираясь на ресурсы богатейшего города Китая, они смогут дождаться её начала, а тогда иностранная интервенция и иностранная военная помощь помогут им отвоевать Китай у коммунистов обратно; на случай, если бы город не удалось удержать до Третьей мировой, гоминьдановцы рассчитывали отбыть морским путём, вывезя с собой городские ценности и уничтожив всё, что не удастся увезти. Коммунистические войска начали штурм города 12 мая, и за полмесяца захватили Шанхай. Хотя гоминьдановские власти и пытались уничтожить город, коммунистам удалось при поддержке местного населения захватить его практически неповреждённым.

## В составе КНР
После победы КПК в гражданской войне в 1949 году правительство обложило Шанхай высокими налогами, буржуазия подверглась преследованиям, и его былое богатство быстро сошло на нет. После того, как власти в 1992 году санкционировали возобновление рыночного развития экономики Шанхая, он быстро обошёл Шэньчжэнь и Гуанчжоу, c которых начинались рыночные реформы в Китае. К началу XXI века Шанхай превратился в важнейший город Китая и один из ведущих мировых финансовых центров. Помимо этого, город стал средоточием массовой культуры и моды, центром китайской интеллигенции и богемы.
В начале XXI века Шанхай претендует на то, чтобы вернуть себе звание города мирового уровня и стать центром всей Восточной Азии. По мере развития город постоянно меняется. В 2011 году был ликвидирован район Лувань, чья территория была присоединена к району Хуанпу. В 2015 году прекратил своё существование знаменитый район Чжабэй, чья территория вошла в состав района Цзинъань.

## История Шанхая в литературе
- Андре Мальро «Удел человеческий» (В другом переводе «Условия человеческого существования» — о восстании рабочих и студентов в Шанхае.
- Эльвира Барякина «Белый Шанхай», издательство «Рипол-Классик», 2010 г., ISBN 978-5-386-02069-9 — об истории Шанхая в период 1922—1927 гг.